# Campionati australiani di ciclismo su strada
I campionati australiani di ciclismo su strada sono la manifestazione annuale di ciclismo su strada che assegna il titolo di campione nazionale dell'Australia nelle specialità maschili e femminili della corsa in linea e della corsa a cronometro.
Il titolo in linea maschile viene assegnato ininterrottamente dal 1950, mentre solo dal 1996 viene assegnato anche un titolo per gli specialisti delle prove a cronometro. Il titolo in linea femminile è stato attribuito per la prima volta nel 1978, nel 1991 è stata la volta del primo titolo femminile a cronometro.

## Campioni in carica (2025)
| Uomini Elite | Uomini Elite    | Uomini Elite |
| ------------ | --------------- | ------------ |
| In linea     | Luke Durbridge  |              |
| Cronometro   | Luke Plapp      |              |
| Donne Elite  |                 |              |
| In linea     | Lucinda Stewart |              |
| Cronometro   | Brodie Chapman  |              |

| Uomini Under-23 | Uomini Under-23 | Uomini Under-23 |
| --------------- | --------------- | --------------- |
| In linea        | Julian Baudry   |                 |
| Cronometro      | Zac Marriage    |                 |

## Albo d'oro

### Titoli maschili Elite
Aggiornato all'edizione 2025.
| Anno | Vincitore           | Secondo           | Terzo              |
| ---- | ------------------- | ----------------- | ------------------ |
| 1950 | Keith Rowley        | Harold Johnson    | Stan Bonney        |
| 1951 | John Beasley        | Graham Stabell    | Peter Anthony      |
| 1952 | Neil Peadon         | Graham Stabell    | Max Rowley         |
| 1953 | Alby Saunders       | Hector Sutherland | Neil Peadon        |
| 1954 | Eddy Smith          | Hector Sutherland | Angelo Catalano    |
| 1955 | Eddy Smith          | Murray French     | Ronald Murray      |
| 1956 | Russell Mockridge   | Eddy Smith        | Viv Blazely        |
| 1957 | Russell Mockridge   | James Taylor      | Peter Panton       |
| 1958 | Russell Mockridge   | Peter Panton      | Barry Waddell      |
| 1959 | Fred Roche          | Sidney Patterson  | John Young         |
| 1960 | Fred Roche          | John Young        | Bill Knevitt       |
| 1961 | Neville Veale       | Bill Knevitt      | Fred Roche         |
| 1962 | John O'Sullivan     | Alan McLennan     | Kerry Hoole        |
| 1963 | Warwick Dalton      | Kerry Hoole       | John Young         |
| 1964 | Barry Waddell       | William Lawrie    | Sidney Patterson   |
| 1965 | Matt Martino        | Barry Walker      | John Young         |
| 1966 | Kerry Hoole         | Ian Campbell      | Glen Birmingham    |
| 1967 | Graeme Gilmore      | Keith Oliver      | Kerry Hoole        |
| 1968 | Barry Waddell       | Kerry Hoole       | Keith Oliver       |
| 1969 | Robert Whetters     | Tony Kelliher     | Vic Browne         |
| 1970 | Graham McVilly      | Keith Oliver      | Alan Goodchild     |
| 1971 | Graham McVilly      | Kerry Hoole       | Laurie Rogers      |
| 1972 | Kevin Spencer       | Frank Atkins      | Kerry Hoole        |
| 1973 | Kerry Hoole         | Henk Vogels       | Vic Adams          |
| 1974 | Graham Rowley       | Vic Adams         | Warren Rudd        |
| 1975 | Donald Wilson       | Bruce Hunt        | Mike Dye           |
| 1976 | Peter Besanko       | Graham McVilly    | Tony Branchflower  |
| 1977 | Donald Wilson       | John Trevorrow    |                    |
| 1978 | John Trevorrow      | Graeme Hodgkiss   | Shane Bartley      |
| 1979 | John Trevorrow      | David Allan       | Terry Hammond      |
| 1980 | John Trevorrow      | Peter Besanko     | Terry Stacey       |
| 1981 | Clyde Sefton        | John Trevorrow    | David Allan        |
| 1982 | Wayne Hildred       | Terry Hammond     | Peter Besanko      |
| 1983 | Terry Hammond       | Clyde Sefton      | Shane Sutton       |
| 1984 | Peter Besanko       | Jim Krynen        | Shane Sutton       |
| 1985 | Laurie Venn         | Murray Hall       | Wayne Nicholls     |
| 1986 | Wayne Hildred       | Michael Lynch     | Anthony Hughes     |
| 1987 | Alan Dipple         | Wayne Hildred     | Paul Miller        |
| 1988 | Paul Miller         | Michael Lynch     | Paul Rugari        |
| 1989 | Gary Clively        | Edward Salas      | Scott Steward      |
| 1990 | Dean McDonald       | Edward Salas      | Malcolm Van Unen   |
| 1991 | Neil Stephens       | Peter Besanko     | Marcus Burns       |
| 1992 | David McFarlane     | Gavin Parsonage   | Tim Jamieson       |
| 1993 | Edward Salas        | Gavin Parsonage   | Peter Besanko      |
| 1994 | Allan Iacuone       | Nick Gates        | Scott McGrory      |
| 1995 | Neil Stephens       | Scott McGrory     | Damian Forster     |
| 1996 | Nick Gates          | Damian McDonald   | Edward Salas       |
| 1997 | Jonathan Hall       | Tristan Priem     | Steve Williams     |
| 1998 | David McKenzie      | Tom Leaper        | Edward Salas       |
| 1999 | Henk Vogels         | Stuart O'Grady    | Jamie Drew         |
| 2000 | Jamie Drew          | Jamie Drew        | Scott Sunderland   |
| 2001 | Steve Williams      | Cameron Hughes    | Matthew Wilson     |
| 2002 | Robbie McEwen       | Nathan O'Neill    | Robert Tighello    |
| 2003 | Stuart O'Grady      | Allan Davis       | Patrick Jonker     |
| 2004 | Matthew Wilson      | Robert McLachlan  | David McKenzie     |
| 2005 | Robbie McEwen       | Robert McLachlan  | Paul Crake         |
| 2006 | Russell Van Hout    | Adam Hansen       | Henk Vogels        |
| 2007 | Darren Lapthorne    | Robert McLachlan  | Karl Menzies       |
| 2008 | Matthew Lloyd       | Adam Hansen       | Rory Sutherland    |
| 2009 | Peter McDonald      | Michael Rogers    | Adam Hansen        |
| 2010 | Travis Meyer        | David Kemp        | Damien Turner      |
| 2011 | Jack Bobridge       | Matthew Goss      | Simon Gerrans      |
| 2012 | Simon Gerrans       | Matthew Lloyd     | Richie Porte       |
| 2013 | Luke Durbridge      | Michael Matthews  | Steele Von Hoff    |
| 2014 | Simon Gerrans       | Cadel Evans       | Richie Porte       |
| 2015 | Heinrich Haussler   | Caleb Ewan        | Neil Van Der Ploeg |
| 2016 | Jack Bobridge       | Cameron Meyer     | Patrick Lane       |
| 2017 | Miles Scotson       | Simon Gerrans     | Nathan Haas        |
| 2018 | Alexander Edmondson | Jay McCarthy      | Chris Harper       |
| 2019 | Michael Freiberg    | Chris Harper      | Cameron Meyer      |
| 2020 | Cameron Meyer       | Lucas Hamilton    | Marcus Culey       |
| 2021 | Cameron Meyer       | Kelland O'Brien   | Scott Bowden       |
| 2022 | Luke Plapp          | James Whelan      | Brendan Johnston   |
| 2023 | Luke Plapp          | Simon Clarke      | Michael Matthews   |
| 2024 | Luke Plapp          | Chris Harper      | Kelland O'Brien    |
| 2025 | Luke Durbridge      | Luke Plapp        | Liam Walsh         |

| Anno | Vincitore           | Secondo         | Terzo            |
| ---- | ------------------- | --------------- | ---------------- |
| 1996 | Nathan O'Neill      | Brett Dennis    | Matthew White    |
| 1997 | Jonathan Hall       | Jamie Drew      | Steve Williams   |
| 1998 | Nathan O'Neill      | Tom Leaper      | Tristan Priem    |
| 1999 | Jonathan Hall       | Denis Mungroven | Peter Milostic   |
| 2000 | non disputato       |                 |                  |
| 2001 | Kristjan Snorrarson | Denis Mungroven | Russell Van Hout |
| 2002 | Nathan O'Neill      | Michael Rogers  | Ben Day          |
| 2003 | Ben Day             | Michael Rogers  | Adrian Laidler   |
| 2004 | Nathan O'Neill      | Peter Milostic  | Luke Roberts     |
| 2005 | Nathan O'Neill      | Rory Sutherland | Russell Van Hout |
| 2006 | Nathan O'Neill      | Luke Roberts    | Ben Day          |
| 2007 | Nathan O'Neill      | Rory Sutherland | David Pell       |
| 2008 | Adam Hansen         | Rory Sutherland | Ben Day          |
| 2009 | Michael Rogers      | Cameron Meyer   | Richie Porte     |
| 2010 | Cameron Meyer       | Jack Anderson   | Luke Roberts     |
| 2011 | Cameron Meyer       | Jack Bobridge   | Michael Matthews |
| 2012 | Luke Durbridge      | Cameron Meyer   | Michael Rogers   |
| 2013 | Luke Durbridge      | Rohan Dennis    | Michael Matthews |
| 2014 | Michael Hepburn     | Luke Durbridge  | Damien Howson    |
| 2015 | Richie Porte        | Rohan Dennis    | Jack Bobridge    |
| 2016 | Rohan Dennis        | Richie Porte    | Sean Lake        |
| 2017 | Rohan Dennis        | Luke Durbridge  | Benjamin Dyball  |
| 2018 | Rohan Dennis        | Luke Durbridge  | Richie Porte     |
| 2019 | Luke Durbridge      | Rohan Dennis    | Cameron Meyer    |
| 2020 | Luke Durbridge      | Rohan Dennis    | Chris Harper     |
| 2021 | Luke Plapp          | Luke Durbridge  | Kelland O'Brien  |
| 2022 | Rohan Dennis        | Luke Durbridge  | Conor Leahy      |
| 2023 | Jay Vine            | Luke Durbridge  | Kelland O'Brien  |
| 2024 | Luke Plapp          | Chris Harper    | Michael Hepburn  |
| 2025 | Luke Plapp          | Jay Vine        | Kelland O'Brien  |

### Titoli femminili Elite
Aggiornato all'edizione 2025.
| Anno | Vincitrice          | Seconda            | Terza               |
| ---- | ------------------- | ------------------ | ------------------- |
| 1978 | Kerry Galvin        | Kaye Lehmann       | Ann Tew             |
| 1979 | Linda Meadows       | Barbara Eason      | Sue Dennis          |
| 1980 | Jenny Quaife        |                    |                     |
| 1981 | Heather Kelson      | Elizabeth Battle   | Vicky Carne         |
| 1982 | Siân Mulholland     | Michelle Robbins   | Vicky Carne         |
| 1983 | Julie Speight       |                    |                     |
| 1984 | Robyn Battison      | Kathleen Shannon   | Deborah De Jongh    |
| 1985 | Kathleen Shannon    | Robyn Battison     | Wendy McKay         |
| 1986 | Kathleen Shannon    | Elizabeth Hepple   | Robyn Battison      |
| 1987 | Debbie Kinnear      | Kathryn Watt       | Jacqui Uttien       |
| 1988 | Debbie Kinnear      | Kathleen Shannon   | Kathryn Watt        |
| 1989 | Jane Slack-Smith    | Kathleen Shannon   | Jennifer Hall       |
| 1990 | Kathleen Shannon    | Jacqui Uttien      | Donna Rae-Szalinski |
| 1991 | Kathleen Shannon    | Margaret Henderson | Jacqui Uttien       |
| 1992 | Kathryn Watt        | Catherine Hart     | Anita Crossley      |
| 1993 | Kathryn Watt        | Anita Crossley     | Cathy Reardon       |
| 1994 | Kathryn Watt        | Cathy Reardon      | Anna Millward       |
| 1995 | Elizabeth Tadich    | Charlotte White    | Tracey Gaudry       |
| 1996 | Lynn Nixon          | Kathryn Watt       | Anna Millward       |
| 1997 | Symenko Jochinke    | Anna Millward      | Bridget Evans       |
| 1998 | Kathryn Watt        | Karen Wilson       | Elizabeth Tadich    |
| 1999 | Tracey Gaudry       | Kathryn Watt       | Alison Wright       |
| 2000 | Anna Millward       | Alison Wright      | Tracey Gaudry       |
| 2001 | Katie Mactier       | Elizabeth Tadich   | Margaret Hemsley    |
| 2002 | Margaret Hemsley    | Hayley Rutherford  | Emma James          |
| 2003 | Olivia Gollan       | Oenone Wood        | Kim Shirley         |
| 2004 | Oenone Wood         | Claire Baxter      | Sara Carrigan       |
| 2005 | Lorian Graham       | Sara Carrigan      | Bridget Evans       |
| 2006 | Katherine Bates     | Sara Carrigan      | Oenone Wood         |
| 2007 | Katie Mactier       | Nikki Egyed        | Emma Rickards       |
| 2008 | Oenone Wood         | Sharon Laws        | Sara Carrigan       |
| 2009 | Carla Ryan          | Ruth Corset        | Nikki Butterfield   |
| 2010 | Ruth Corset         | Bridie O'Donnell   | Rachel Neylan       |
| 2011 | Alexis Rhodes       | Carla Ryan         | Joanne Hogan        |
| 2012 | Amanda Spratt       | Tiffany Cromwell   | Rachel Neylan       |
| 2013 | Gracie Elvin        | Joanne Hogan       | Carla Ryan          |
| 2014 | Gracie Elvin        | Lauren Kitchen     | Katrin Garfoot      |
| 2015 | Peta Mullens        | Rachel Neylan      | Shara Gillow        |
| 2016 | Amanda Spratt       | Ruth Corset        | Rachel Neylan       |
| 2017 | Katrin Garfoot      | Amanda Spratt      | Lucy Kennedy        |
| 2018 | Shannon Malseed     | Lauren Kitchen     | Grace Brown         |
| 2019 | Sarah Gigante       | Amanda Spratt      | Sarah Roy           |
| 2020 | Amanda Spratt       | Justine Barrow     | Grace Brown         |
| 2021 | Sarah Roy           | Grace Brown        | Lauretta Hanson     |
| 2022 | Nicole Frain        | Grace Brown        | Ruby Roseman-Gannon |
| 2023 | Brodie Chapman      | Grace Brown        | Amanda Spratt       |
| 2024 | Ruby Roseman-Gannon | Lauretta Hanson    | Alexandra Manly     |
| 2025 | Lucinda Stewart     | Ella Simpson       | Cassia Boglio       |

| Anno | Vincitrice        | Seconda          | Terza              |
| ---- | ----------------- | ---------------- | ------------------ |
| 1991 | Catherine Hart    |                  |                    |
| 1992 | Kathryn Watt      |                  |                    |
| 1993 | Kathryn Watt      |                  |                    |
| 1994 | Kathryn Watt      | Susan Poldevin   | Cathy Reardon      |
| 1995 | Tracey Watson     | Kathryn Watt     | Melissa Berryman   |
| 1996 | Kathryn Watt      | Anna Millward    | Lynn Nixon         |
| 1997 | Anna Millward     | Kathryn Watt     | Ellie Kennedy      |
| 1998 | Anna Millward     | Kathryn Watt     | Jodie Brewer       |
| 1999 | Kristy Scrymgeour | Kathryn Watt     | Tracey Gaudry      |
| 2000 | Tracey Gaudry     | Anna Millward    | Kristy Scrymgeour  |
| 2001 | Anna Millward     | Alison Wright    | Sara Carrigan      |
| 2002 | Sara Carrigan     | Anna Millward    | Hayley Rutherford  |
| 2003 | Sara Carrigan     | Olivia Gollan    | Oenone Wood        |
| 2004 | Oenone Wood       | Sara Carrigan    | Kathryn Watt       |
| 2005 | Oenone Wood       | Sara Carrigan    | Amy Safe-Gillett   |
| 2006 | Kathryn Watt      | Sara Carrigan    | Natalie Bates      |
| 2007 | Carla Ryan        | Kathryn Watt     | Toireasa Gallagher |
| 2008 | Bridie O'Donnell  | Sara Carrigan    | Alexis Rhodes      |
| 2009 | Carla Ryan        | Alexis Rhodes    | Kathryn Watt       |
| 2010 | Amber Halliday    | Bridie O'Donnell | Carly Light        |
| 2011 | Shara Gillow      | Taryn Heather    | Ruth Corset        |
| 2012 | Shara Gillow      | Taryn Heather    | Bridie O'Donnell   |
| 2013 | Shara Gillow      | Grace Sulzberger | Felicity Wardlaw   |
| 2014 | Felicity Wardlaw  | Shara Gillow     | Bridie O'Donnell   |
| 2015 | Shara Gillow      | Bridie O'Donnell | Taryn Heather      |
| 2016 | Katrin Garfoot    | Shara Gillow     | Tiffany Cromwell   |
| 2017 | Katrin Garfoot    | Shara Gillow     | Kate Perry         |
| 2018 | Katrin Garfoot    | Lucy Kennedy     | Shara Gillow       |
| 2019 | Grace Brown       | Gracie Elvin     | Kate Perry         |
| 2020 | Sarah Gigante     | Grace Brown      | Emily Herfoss      |
| 2021 | Sarah Gigante     | Grace Brown      | Nicole Frain       |
| 2022 | Grace Brown       | Amber Pate       | Lisa Jacob         |
| 2023 | Grace Brown       | Georgie Howe     | Brodie Chapman     |
| 2024 | Grace Brown       | Brodie Chapman   | Georgie Howe       |
| 2025 | Brodie Chapman    | Amber Pate       | Anya Louw          |

### Titoli maschili Under-23
Aggiornato all'edizione 2025.
| Anno | Vincitore          | Secondo             | Terzo                      |
| ---- | ------------------ | ------------------- | -------------------------- |
| 2002 | Simon Gerrans      | Adrian Laidler      | Allan Davis                |
| 2003 | Gene Bates         | David McPartland    | Adrian Laidler             |
| 2004 | Rory Sutherland    | William Walker      | Andrew Wyper               |
| 2005 | Chris Sutton       | William Walker      | Daniel Newnham             |
| 2006 | William Walker     | Wesley Sulzberger   | Jonathan Clarke            |
| 2007 | Wesley Sulzberger  | Cameron Meyer       | Simon Clarke               |
| 2008 | Simon Clarke       | Matt King           | Mark O'Brien               |
| 2009 | Jack Bobridge      | Michael Matthews    | Mark O'Brien               |
| 2010 | Michael Hepburn    | Malcolm Rudolph     | Michael Matthews           |
| 2011 | Benjamin Dyball    | Nathan Haas         | Joseph Lewis               |
| 2012 | Rohan Dennis       | Eric Sheppard       | Calvin Watson              |
| 2013 | Jordan Kerby       | Damien Howson       | Jack Haig                  |
| 2014 | Caleb Ewan         | Robert Power        | Bradley Linfield           |
| 2015 | Miles Scotson      | Alexander Edmondson | Alistair Donohoe           |
| 2016 | Chris Hamilton     | Lucas Hamilton      | Miles Scotson              |
| 2017 | Samuel Jenner      | Alexander Porter    | Lucas Hamilton             |
| 2018 | Cyrus Monk         | James Whelan        | Michael Potter             |
| 2019 | Nicholas White     | Michael Potter      | Samuel Jenner              |
| 2020 | Jarrad Drizners    | Sebastian Berwick   | Alastair Christie-Johnston |
| 2021 | Tom Benton         | Rudy Porter         | Carter Turnbull            |
| 2022 | Blake Quick        | Matthew Dinham      | Tristan Saunders           |
| 2023 | Alastair MacKellar | Brady Gilmore       | Alex Bogna                 |
| 2024 | Fergus Browning    | Matthew Greenwood   | Matthew Fox                |
| 2025 | Julian Baudry      | Fergus Browning     | Jack Clark                 |

| Anno | Vincitore          | Secondo          | Terzo              |
| ---- | ------------------ | ---------------- | ------------------ |
| 2002 | Jonathan Davis     | Jens Mouris      | Lee Godfrey        |
| 2003 | Adrian Laidler     | Mark Jamieson    | Jonathan Davis     |
| 2004 | Mark Jamieson      | Richard Moffatt  | William Walker     |
| 2005 | Mark Jamieson      | Richard Moffatt  | Samuel Lee         |
| 2006 | Shaun Higgerson    | Mark Jamieson    | Miles Olman        |
| 2007 | Zakkari Dempster   | Hayden Josefski  | Miles Olman        |
| 2008 | Matt King          | Ben King         | Travis Meyer       |
| 2009 | Jack Bobridge      | Travis Meyer     | Michael Matthews   |
| 2010 | Rohan Dennis       | Luke Durbridge   | Michael Matthews   |
| 2011 | Luke Durbridge     | Michael Hepburn  | Jay McCarthy       |
| 2012 | Rohan Dennis       | Damien Howson    | Campbell Flakemore |
| 2013 | Damien Howson      | Alexander Morgan | Campbell Flakemore |
| 2014 | Jordan Kerby       | Harry Carpenter  | Miles Scotson      |
| 2015 | Miles Scotson      | Oscar Stevenson  | Harry Carpenter    |
| 2016 | Callum Scotson     | Miles Scotson    | Ben O'Connor       |
| 2017 | Callum Scotson     | Robert Stannard  | Michael Storer     |
| 2018 | Callum Scotson     | Samuel Jenner    | Jason Lea          |
| 2019 | Liam Magennis      | Luke Plapp       | Samuel Jenner      |
| 2020 | Luke Plapp         | Kelland O'Brien  | Carter Turnbull    |
| 2021 | Carter Turnbull    | Conor Leahy      | Patrick Eddy       |
| 2022 | Carter Turnbull    | Matthew Dinham   | Zac Marriage       |
| 2023 | Alastair MacKellar | Oliver Bleddyn   | Zac Marriage       |
| 2024 | Jackson Medway     | Hamish McKenzie  | Oscar Chamberlain  |
| 2025 | Zac Marriage       | Fergus Browning  | John Carter        |